# بيفل كوفاتش
بيفل كوفاتش هو لاعب كرة قدم سلوفاكي في مركز حراسة المرمى، ولد في 12 أغسطس 1974 في بارتيزانسكى في سلوفاكيا. شارك مع منتخب سلوفاكيا لكرة القدم. أما مع النوادي، فقد لعب مع نادي أولمبياكوس ونادي روجومبيروك ونادي سلوفان براتيسلافا.

## وصلات خارجية
- بيفل كوفاتش على موقع الاتحاد الأوربي (الإنجليزية)
- بيفل كوفاتش على موقع Soccerway.com (الإنجليزية)